# 切田美伸
切田 美伸（きりた よしのぶ、1981年 - ）は元日本テレビ放送網社員。株式会社ウィークデー取締役。東京大学文学部卒業。

## 人物
- プロデューサーになる前は、バラエティ、情報番組でディレクター、AP（アシスタントプロデューサー）を担当していた。
- 2013年4月からプロデューサーに昇格するも、2014年6月1日には再び制作局プロデューサーに昇格し、加藤幸二郎、田中宏史チーフプロデューサーの下で島田総一郎、道坂忠久と共に担当していた。
- 2015年6月1日付で編成局編成部に所属。
- 2018年6月1日付でICT戦略本部主任兼ICT事業ディビジョンコンテンツプランナー。
- 2019年6月1日付で現職。

## 過去の担当番組
- AP（アシスタントプロデューサー）
  - おもいッきりDON!
  - DON!
- ディレクター
  - PON!
- プロデューサー
  - 幸せ!ボンビーガール
  - ニノさん
  - ザ!鉄腕!DASH!!
  - 日テレ系人気番組No.1決定戦
- 編成
  - 掟上今日子の備忘録
  - 24時間テレビ 「愛は地球を救う」
- 製作委員会
  - NOGIBINGO!10